# Bruno Neundorfer
Bruno Neundorfer (* 27. Dezember 1926 in Frensdorf; † 15. Februar 2001 in Regensburg) war ein deutscher Historiker und Archivar.

## Leben
Das dritte Kind der Eheleute Johann und Anna Neundorfer besuchte das Alte Gymnasium Bamberg. Ab 1950 studierte er an der PTH Bamberg und Geschichte, Deutsch und Latein an der Universität Würzburg (1955: Staatsexamen in Geschichte und Deutsch). Nach der Promotion 1962 bei Otto Meyer arbeitete er ab 1966 im Diözesanarchiv Bamberg. Seit 1978 war er Direktor des Archivs, Direktor des Diözesanmuseums und Custos der Kapitelsbibliothek. 1992 wurde er in den Ruhestand verabschiedet.

## Schriften (Auswahl)
- Zur Entstehung von Wallfahrten und Wallfahrtspatrozinien im mittelalterlichen Bistum Bamberg. Würzburg 1963, OCLC 831074906.
- Burgwindheim und seine Wallfahrt. Zum 500jährigen Jubiläum des eucharistischen Gnadenortes im Steigerwald 1465–1965. Burgwindheim 1965, OCLC 643605782.
- Die Giechburg. Landkreis Bamberg. Bamberg 1975, ISBN 3-87052-339-5.
- Marienbild und Christgeburt. Gedanken und Bilder zum Veit-Stoss-Altar im Bamberger Dom. Bamberg 1982, ISBN 3-87693-100-2.
- Leben und Legende. Die Bildwerke am Grab des Kaiserpaares Heinrich und Kunigunde im Bamberger Dom. Bamberg 1985, ISBN 3-87052-382-4.
- Der Dom zu Bamberg. Mutterkirche des Erzbistums. Bamberg 1989, ISBN 3-87693-050-2.
- St. Michael Bamberg. Schnell & Steiner, Regensburg 1994, OCLC 243801852.
- Pfarrkirche U.L. Frau, Bamberg. Regensburg 1995, OCLC 75634627.
- Bayreuth Schlosskirche. Regensburg 1995, OCLC 75688969.